# Nikolaj Markussen
Nikolaj Markussen (født 1. august 1988 i Helsinge) er en dansk håndboldspiller, der siden 2021 har spillet for TTH Holstebro efter tidligere at have spillet i Veszprém KC i Ungarn, for Bjerringbro-Silkeborg Håndbold og for El Jaish i Quatar.
Markussen blev i december 2009 tildelt Nordea og Frederiksborg Amts Avis pris som Årets Sportstalent 2009.
Markussen passer med sine 2,11 m naturligt til en backplads, og han blev udtaget til landsholdet for første gang til en træningsturnering i Norge i april 2010. Her vakte han positiv opmærksomhed i en kamp mod værtsnationen.
Han vandt guld i 2012 ved EM i Serbien, sølv i 2013 ved VM i Spanien og guld i 2019 ved VM i Danmark.

## Karriere
- Nikolai Markussen har spillet tre sæsoner i NH (Nordsjælland Håndbold)
- Tidligere klubber: Team Helsinge, Nordsjælland Håndbold, BM Atlético Madrid, El Jaish, Skjern Håndbold, Bjerringbro-Silkeborg